# دوس (کشتی‌گیر)
دوس (انگلیسی: Deuce؛ زادهٔ ۱ سپتامبر ۱۹۷۱) کشتی‌گیر کشتی حرفه‌ای اهل ایالات متحده آمریکا است.